# Dikraneura jalapensis
Dikraneura jalapensis är en insektsart som beskrevs av Knight 1968. Dikraneura jalapensis ingår i släktet Dikraneura och familjen dvärgstritar. Inga underarter finns listade i Catalogue of Life.